# Luftangriff auf Khartum im September 2023
Am 10. September wurden bei einem Luftangriff in Khartum, Sudan, mindestens 43 Menschen getötet und Dutzende weitere verletzt. Es war der tödlichste Luftangriff während des Sudan-Konflikts 2023.